# Epitácio Lindolfo da Silva Pessoa

Epitácio Pessoa

Epitácio Lindolfo da Silva Pessoa (* 23. Mai 1865 in Umbuzeiro, Paraíba; † 13. Februar 1942 in Petrópolis, Rio de Janeiro) war ein brasilianischer Jurist und Politiker und vom 28. Juli 1919 bis zum 15. November 1922 Präsident von Brasilien. Er war Mitglied der Partido Republicano Mineiro und wurde in direkter und allgemeiner Wahl gewählt.

## Leben
1873 verlor der junge Epitácio Pessoa seine Eltern durch den Ausbruch der Pocken. Er wurde an einer staatlichen Schule unterrichtet und von seinem Onkel Henrique Pereira de Lucena (Barão de Lucena), dem Gouverneur von Pernambuco, unterstützt. Er machte 1886 seinen Abschluss in Rechtswissenschaften und diente von 1887 bis 1889 als Anklagevertreter in Bom Jardim und in Cabo (Pernambuco).
Nach Proklamation der Republik übernahm da Silva Pessoa zunächst Aufgaben im Staatsdienst der Provinz Paraíba. Vom 15. November 1898 bis zum 6. August 1901 war er Justiz- und Innenminister im Kabinett von Präsident Campos Sales und arbeitete an einem Entwurf für den Código Civil. Vom 25. Januar 1902 bis zum 17. August 1912 gehörte er dem Obersten Bundesgericht (Supremo Tribunal Federal) an. Gleichzeitig war er vom 7. Juni 1902 bis zum 21. Oktober 1905 Anklagevertreter der Republik. 1912 wurde er für seinen Heimatstaat Paraíba zum Senator in den Bundessenat des Nationalkongresses gewählt. Dieses Amt übte er von 1913 bis 1919 in der 29. bis 31. Legislaturperiode aus und dann erneut, nach seiner Zeit als Präsident der „Alten Republik“, von 1924 bis 1930 in der 33. bis 35. Legislaturperiode.

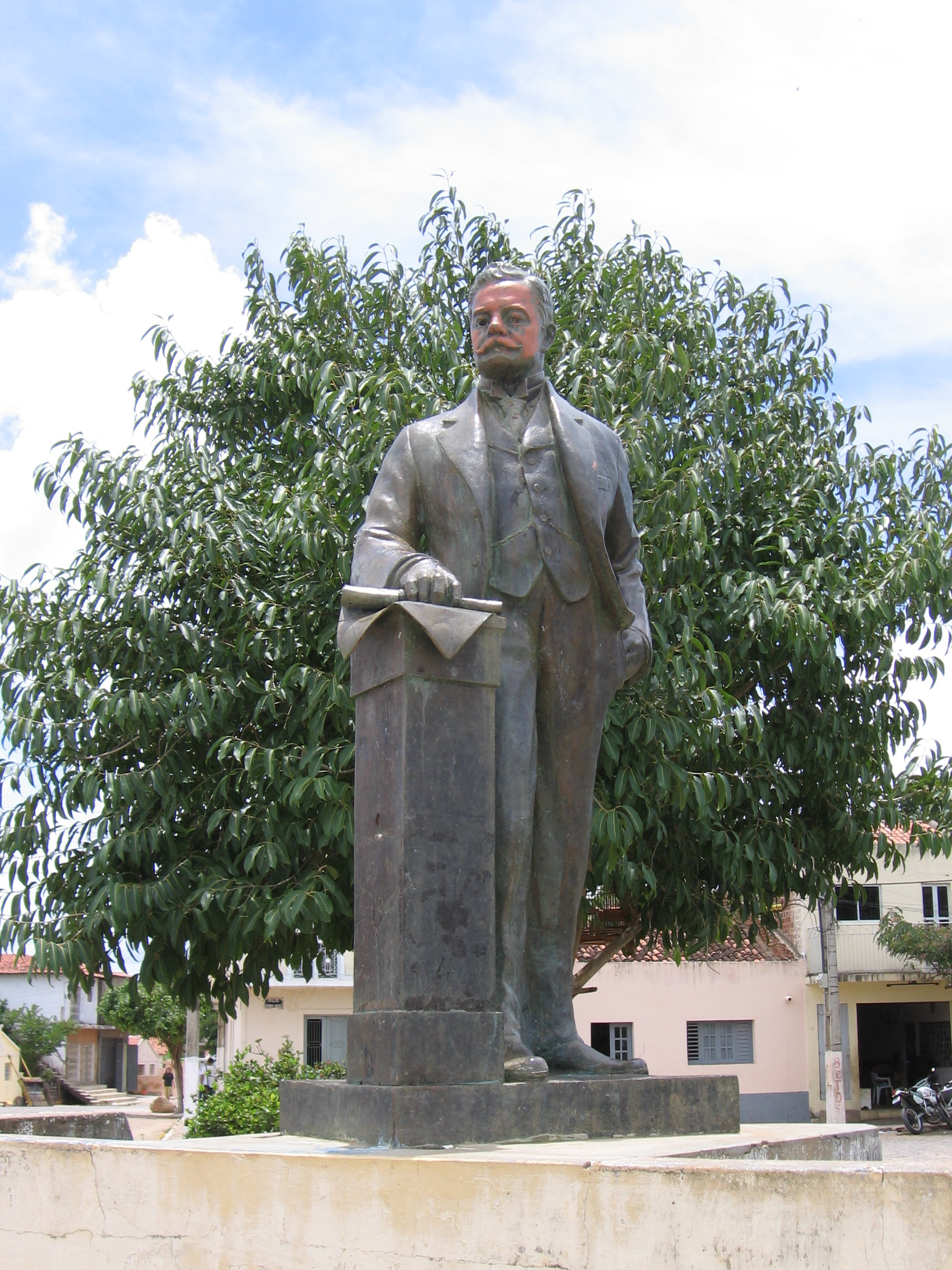
Bronzestatue in der Stadt Princesa Isabel

Während er Brasilien auf der Pariser Friedenskonferenz 1919 vertrat, wurde er am 13. April 1919 zum Präsidenten gewählt. In seiner Regierungszeit fiel der Kaffee-Preis um rund die Hälfte, was einen starken Einfluss auf die brasilianische Wirtschaft hatte. Zentrum der Opposition war der Bundesstaat Rio Grande do Sul, dessen Politiker mit denen aus den Bundesstaaten Bahia, Pernambuco und Rio de Janeiro die Reação Republicana gründeten, um die „Kaffee-Oligarchie“ an der Wahl von Artur da Silva Bernardes zum nächsten Präsidenten zu hindern, was jedoch scheiterte.
Von 1923 bis 1930 war Pessoa in Nachfolge des 1923 verstorbenen Ruy Barbosa als Richter am Ständigen Internationalen Gerichtshof in Den Haag tätig. Pessoa war zunächst Unterstützer von Getúlio Vargas, nach der Ermordung seines Neffen João Pessoa 1930, damaliger Gouverneur von Paraíba,  trat er jedoch von seinen Ämtern zurück.
Pessoa litt in den letzten Jahren seines Lebens an der Parkinsonschen Krankheit. Die Stadt Epitaciolândia wählte ihn zu ihrem Namenspatron.

## Schriften
- Obras completas. Rio de Janeiro 1955 ff., in 25 Bänden